# Mindon Min
Mindon Min (in birmano မင်းတုန်းမင်း; nato Maung Lwin) (Amarapura, 8 luglio 1808 – Ratnapura, 1º ottobre 1878) è stato re di Birmania dal 1853 fino alla morte e uno dei più popolari e amati re dello stato dell'Asia sudorientale.
Sotto il regno del fratellastro Pagan Min (1848-1853), la seconda guerra anglo-birmana finì nel 1852 con l'annessione della Bassa Birmania da parte del Regno Unito. Mindon, con il fratello minore Ka Naung, depose il fratellastro e salì al trono. Passò gran parte del tempo a difendere i suoi territori dalle invasioni britanniche e diede un grande contributo alla modernizzazione del paese.